# Spagyrie

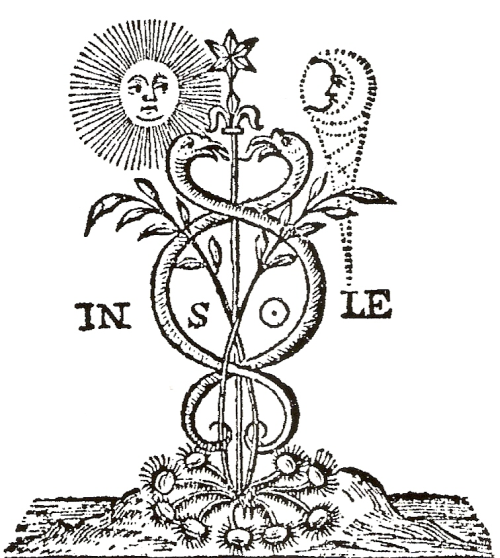
Symbolisme afférent à la transmutation des végétaux en médications ciblées.

La spagyrie est l'« art de séparer et de réunir-rassembler les principaux constituants des corps ». Elle découle des travaux de Paracelse (1493-1541) qui, à l'époque, met en place tout un système de médecine qui, selon ses dires, lui aurait notamment permis d'enrayer des épidémies de peste dans des villages,. Dans Opus paramirum, Paracelse introduit le terme d'art spagyrique ou art de Vulcain pour désigner la technique alchimique de décomposition des substances « en rétrogradant à la première de toute chose ». La spagyrie se fonde sur cinq piliers quintessentiels : l'alchimie, la philosophie, l'astronomie, l'astrologie et la vertu.

## Origine

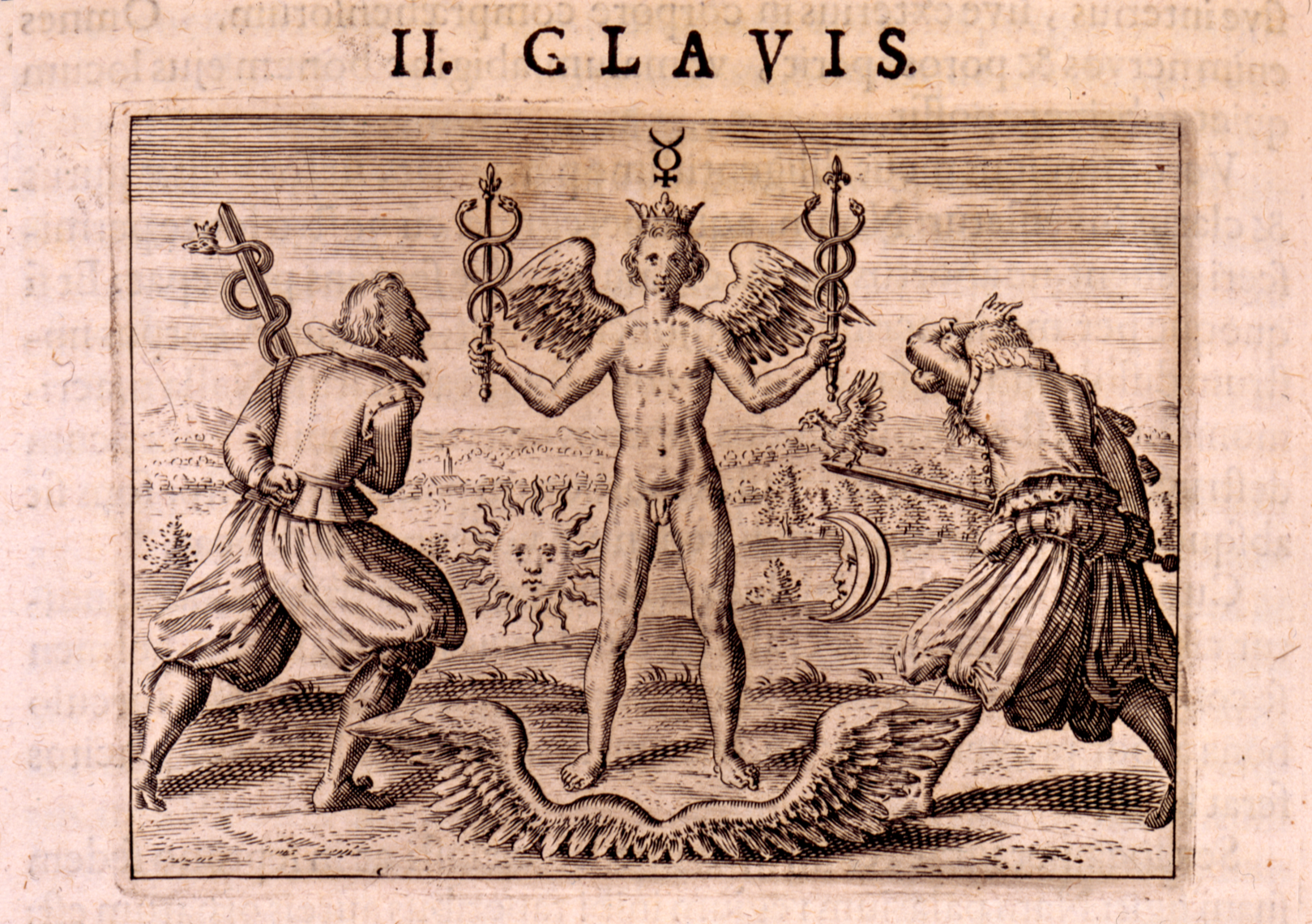
Deuxième clef, gravure sur bois, 1618.

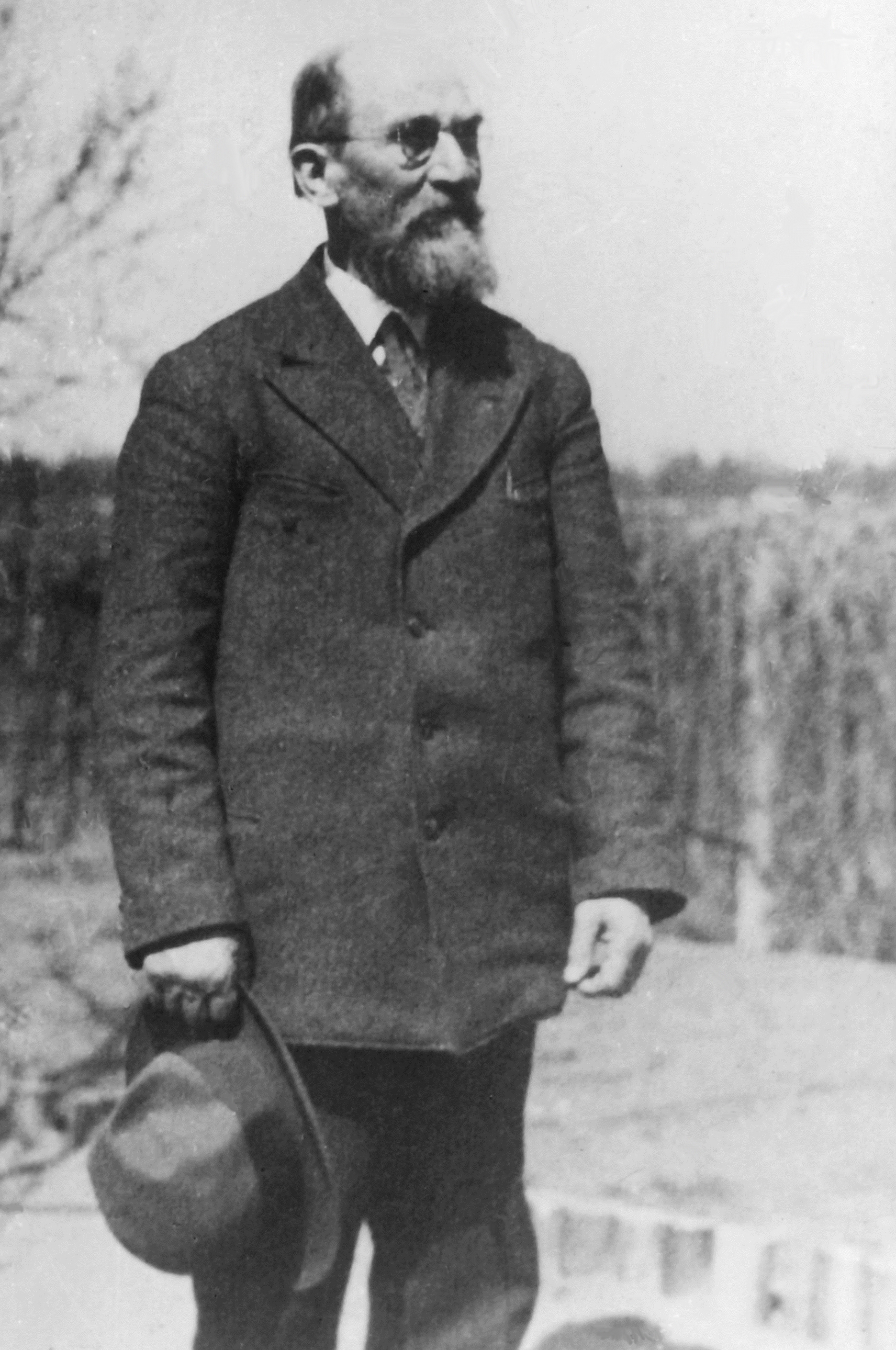
Conrad Johann Glückselig 1864–1934

Le mot spagyrie paraît pour la première fois dans un livre de Paracelse. Le terme est probablement issu de la combinaison des deux verbes grecs σπάω et ἀγείρω et signifierait « séparer, extraire → σπάω, [spáô] → réunir → ἀγείρω, [ageírô], ».

## Historique
Basile Valentin, alchimiste de son état et religieux de l'ordre de Saint-Benoît, aurait vécu au couvent d'Erfurt en Allemagne, dans la seconde moitié du XVe siècle,. Il aurait travaillé entre autres sur l'antimoine pour en tirer des médicaments. Il pourrait être le prédécesseur de Paracelse, bien qu'il n'ait pas conféré de nom à sa pratique. Les (le) livre(s) de Basile Valentin sont qualifiés d'« apocryphes ». Ils ont été trouvés en de curieuses circonstances. Par exemple, la foudre aurait ouvert une colonne du temple d'Erfurt dans laquelle était caché un ouvrage intitulé Les Douze Clefs de philosophie,.

## Principes
La spagyrie se base sur les principes inhérents à l'alchimie selon laquelle toute matière est composée de 3 principes. Le corps également est composé de ces trois principes : mercure, soufre et sel.
La spagyrie opérative va développer une médecine en laboratoire par un travail prolongé et assidu pour arriver à des extractions de teintures, d'élixirs pharmacologiques, de magistères et de quintessences cosmologiques. La composition galénique tripartite — mercure, soufre et sel — exercerait une action conjointe à la fois sur le corps physique et sur ce que les ésotéristes appellent « corps énergétique » de l'être humain.
La firme Spagyros — établie conjointement à  Gümligen en Suisse et à Rottweil en Allemagne — décrit un processus de fabrication selon lequel « [les] plantes, purifiées, triées à la main, sont broyées et fermentées dans de l’eau de source distillée et de la levure. Une distillation douce permet de diviser la trempe alcoolisée en plusieurs fractions. Les résidus restant sont réduits en cendres, le sel séparé des cendres ». Une fois la séparation accomplie, « la fusion consiste à réunir sels et distillats ».
La totalité des composés intimement liés à la plante se retrouvent intégralement dans la préparation finale. 
La spagyrie est une méthode de soin qui se base sur une vision « énergétique » de l'Homme et qui vise à rééquilibrer ce dernier dans son harmonie intrinsèque et extrinsèque.
Dans les pharmacies, des substances sont parfois vendues sous l'étiquette de spagyrie. Même s'il n'existe pas de véritables médicaments spagyriques sur le marché, la pratique de cette médecine, qui commence véritablement par l'expérience en laboratoire, a été mise au point par l'Allemand Carl-Friedrich Zimpel, dit Dr Zimpel.
Le poète et auteur dramatique allemand Alexander von Bernus (de) (1880-1965) est l'un des derniers spagyristes européens. Il travaille pendant sept années avec Conrad Johann Glückselig (de) (1864-1934) sur la mise au point de médicaments spagyriques avant de fonder son propre laboratoire.

## Septénaire
Les sept plantes de Paracelse, basées sur l'astrologie médicale, se déclinent en vertu des jours de la semaine selon un « calendrier » phytothérapeutique associatif ainsi conçu : 
- Dimanche — Soleil : Hypericum perforatum ;
- Lundi — Lune : Viscum album ;
- Mardi — Mars : Urtica dioica ;
- Mercredi — Mercure : Sambucus nigra ;
- Jeudi — Jupiter : Taraxacum officinalis ;
- Vendredi — Vénus : Achillea millefolium ;
- Samedi — Saturne : Equisetum arvense.